# Parti national de Papouasie-Nouvelle-Guinée
Pour les articles homonymes, voir Parti national.
Le Parti national de Papouasie-Nouvelle-Guinée (en anglais, Papua New Guinea National Party) est un parti politique en Papouasie-Nouvelle-Guinée.
Il est fondé en novembre 1969, durant la période d'autonomie politique de ce qui est alors le territoire de Papouasie et Nouvelle-Guinée sous souveraineté de l'Australie. Son premier chef est Sir Thomas Kavali, suivi de Sir Iambakey Okuk (en) qui devient vice-Premier ministre dans le gouvernement de coalition de Sir Julius Chan en 1980.

## Résultats électoraux récents
| Année | Sièges  | Élus                                         |
| ----- | ------- | -------------------------------------------- |
| 2002  | 3 / 109 | Michael Mas Kal, Francis Kunai, Melchior Pep |
| 2007  | 1 / 109 | Joe Mek Teine                                |
| 2012  | 0 / 111 | aucun                                        |
| 2017  | 3 / 111 | Kerenga Kua, Soroi Eoe, Peter Sapia          |
| 2022  | 2 / 118 | Kerenga Kua, Francis Yori Alua               |